# La ragazza Rosemarie
La ragazza Rosemarie (Das Mädchen Rosemarie) è un film del 1958 diretto da Rolf Thiele.